# Nümbrecht Challenger
Il Nümbrecht Challenger è stato un torneo professionistico di tennis giocato su campi in cemento indoor. Faceva parte dell'ATP Challenger Series. Si giocava a Nümbrecht in Germania e si sono disputate solo le edizioni del 1998 e del 1999.

## Albo d'oro

### Singolare
| Anno | Campione        | Finalista     | Punteggio     |
| ---- | --------------- | ------------- | ------------- |
| 1998 | Christian Vinck | Peter Wessels | 6–7, 6–4, 6–4 |
| 1999 | George Bastl    | Martin Damm   | 7–6, 6–3      |

### Doppio
| Anno | Campioni                      | Finalisti                         | Punteggio |
| ---- | ----------------------------- | --------------------------------- | --------- |
| 1998 | Maks Mirny Andrej Ol'chovskij | Saša Hiršzon Aleksandar Kitinov   | 6–4, 7–6  |
| 1999 | Dirk Dier Jens Knippschild    | Andreas Tattermusch Andreas Weber | 6–3, 7–5  |